# Jules Pierre Rambur

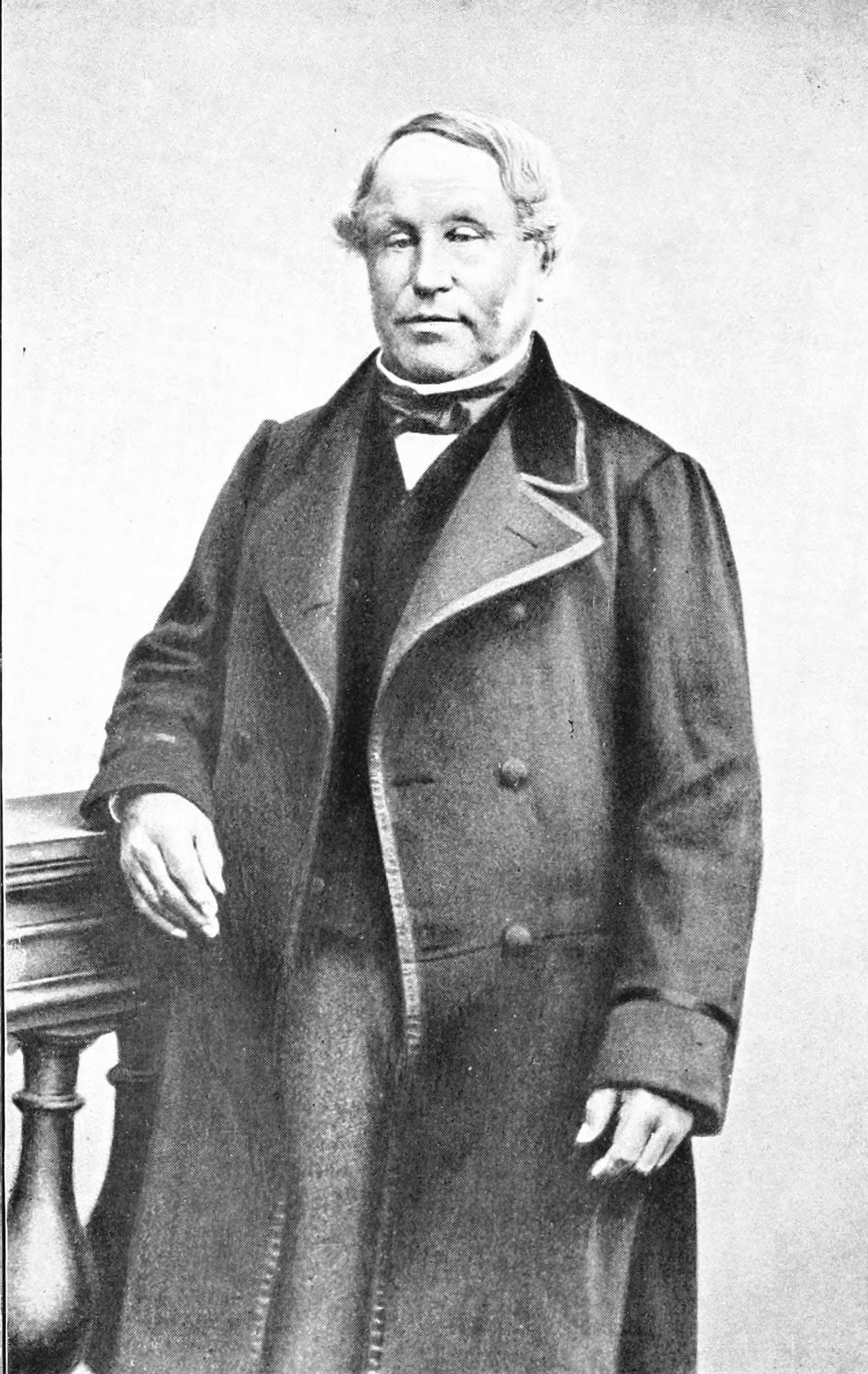
Jules Pierre Rambur

Jules Pierre Rambur (* 21. Juli 1801 in Ingrandes bei Chinon; † 10. August 1870 in Genf) war ein französischer Arzt und Entomologe.
Er studierte in Tours und Montpellier Medizin. Seinen Doktorgrad erhielt er im September 1827 in Paris. Mit seinem Kindheitsfreund Adolphe de Graslin (1802–1882) und Jean Baptiste Alphonse Dechauffour de Boisduval (1799–1879) veröffentlichte er die mehrbändige Collection iconographique et historique des chenilles d’Europe (Paris, 1832–1843).
1829 bis 1830 bereiste er Korsika und publizierte 1832 den Catalogue des lépidoptères de l’île de Corse. Am 29. Februar 1832 nahm er an der Gründungsversammlung der Société entomologique de France teil. 1834 bis 1835 unternahm er zusammen mit Graslin eine große Reise durch Andalusien, deren Ergebnisse er in der Faune entomologique de l’Andalousie (2 Bände, 1837–1840) und im Catalogue systématique des Lépidoptères de l’Andalousie (1858–1866) veröffentlichte. Er heiratete 1841 und ließ sich als Arzt in Seiches (Maine-et-Loire) nieder, später lebte er in Saint-Christophe (Indre-et-Loire), in Tours und schließlich in Genf.